# Blue Guitars
Blue Guitars è un album in studio del musicista britannico Chris Rea, pubblicato nel 2005.
Si tratta di un ambizioso progetto che comprende 11 CD, un DVD e un libro.

## Tracce

### CD 1:Beginnings
1. West Africa – 4.14
2. Cry for Home – 4.58
3. The King Who Sold his Own – 5.18
4. White Man Coming – 4.01
5. Where The Blues Come From – 6.18
6. Lord Tell Me It Won't Be Long – 4.58
7. Work Gang – 4.32
8. Praise The Lord – 4.41
9. Sweet Sunday – 5.38
10. Sing Out The Devil – 6.08
11. Boss Man Cut My Chains – 3.21

### CD 2:Country Blues
1. Walkin' Country Blues – 3.40
2. Man Gone Missing – 4.40
3. Can't Stay Blues – 4.58
4. KKK Blues – 4.56
5. Too Much Drinkin' – 4.52
6. Catwalk Woman – 4.32
7. If You've Got A Friend in Jesus – 4.24
8. Head Out On The Highway – 4.32
9. Wild Pony – 4.10
10. Steam Train Blues – 3.50
11. Going Up To Memphis – 4.20
12. Somewhere Between Highway 61 & 49 – 6.06
13. Ticket For Chicago – 5.16
14. Dance All Night Long – 4.31

### CD 3:Louisiana & New Orleans
1. Two Days Missing Down The Viper Room – 2.56
2. Who Cares If I Do – 4.23
3. What Made Me Love You – 3.16
4. You Got Dixie – 4.41
5. One Night With You – 5.29
6. Talking 'bout New Orleans – 5.27
7. Le Fleur De La Vie – 3.13
8. Catfish Girl – 3.50
9. Only A Fool Plays By The Rules – 4.00
10. Baby Come Home – 3.30
11. Dance Avec Moi – 3.15
12. L'ete Eternal – 3.31

### CD 4:Electric Memphis Blues
1. Electric Guitar – 4.42
2. Electric Memphis Blues – 4.15
3. All Night Long – 4.11
4. Born Bad – 3.46
5. Let's Start Again – 3.52
6. What I'm Looking For – 4.26
7. Rules Of Love – 3.12
8. What You Done To Me – 3.28
9. Hobo Love Blues – 3.38
10. Pass Me By – 3.06
11. The Soul Of My Father's Shadow – 3.52
12. My Blue World Says Hello – 4.06

### CD 5:Texas Blues
1. Lone Rider (Texas Blues) – 4.44
2. Texas Blue – 5.10
3. No Wheels Blues – 5.02
4. Lone Star Boogie – 5.16
5. Blind Willie – 6.48
6. The American Way – 4.07
7. Angellina – 4.47
8. Truck Stop – 4.49
9. Weekend Down Mexico – 4.20
10. Texas Line Boogie – 4.41
11. Too Big City – 5.02
12. Houston Angel – 3.59

### CD 6:Chicago Blues
1. I'm Moving Up (Chicago Blues) – 4.30
2. Maxwell Street – 4.39
3. Bob Taylor – 5.15
4. She's A Whole Heap Of Trouble – 2.30
5. Jazzy Blue – 3.24
6. Hip-Sway – 3.39
7. That's The Way It Goes – 3.32
8. To Get Your Love – 5.07
9. Chicago Morning – 4.56
10. Catwalk Woman – 3.35
11. Since You've Been Gone – 4.09
12. All Night Long – 5.27
13. Here She Come Now – 4.14

### CD 7:Blues Ballads
1. Last Call (Blues Ballads) – 3.41
2. Maybe That's All I Need To Know – 4.28
3. Deep Winter Blues – 5.09
4. If I Ever Get Over You – 5.08
5. I Love The Rain – 4.35
6. My Soul Crying Out For You – 3.38
7. If That's What You Want – 4.18
8. There's No One Looking – 5.34
9. What Became Of You – 4.54
10. My Deep Blue Ways – 4.25

### CD 8:Gospel Soul Blues & Motown
1. Sweet Love – 4.25
2. Break Another Piece Of My Heart – 4.39
3. Ball & Chain – 5.08
4. Gospel Trail – 5.05
5. Shy Boy – 3.52
6. Come Change My World – 4.15
7. Call On Me – 4.10
8. Just In Case You Never Knew – 4.29
9. Let Me In – 5.52
10. I’ll Be There For You – 4.18
11. The Pain Of Loving You – 3.57
12. Are You Ready – 6.08

### CD 9:Celtic & Irish Blues
1. Celtic Blue (Celtic And Irish Blues) – 8.11
2. Too Far From Home – 7.28
3. 'Til The Morning Sun Shines On My Love And Me – 5.39
4. Lucky Day – 5.16
5. What She Really Is – 5.03
6. Wishing Well – 4.11
7. Irish Blues – 4.14
8. No More Sorrow – 6.05
9. While I Remain – 5.30
10. Last Drink – 5.17
11. 'Til I Find My True Love's Name – 3.42
12. Big White Door – 5.36

### CD 10:Latin Blues
1. Hey Gringo (Latin Blues) – 6.04
2. Immigration Blues – 5.19
3. Still Trying To Clear My Name – 4.26
4. Sun Is Hot – 4.28
5. Screw You And Your Deep Blue Sea – 4.43
6. Nothing Seems To Matter No More – 3.55
7. Sometimes – 5.00
8. Lampiou – 5.46
9. Keep On Dancing – 3.56
10. Lucifer's Angel – 5.08
11. How I Know It's You – 4.17
12. Forever – 5.03
13. You Got Soul – 5.27
14. Bajan Blue – 4.57

### CD 11:'60s and '70s
1. My Baby Told Me (Blues)(60s/70s) – 2.55
2. Got To Be Moving – 4.03
3. My Baby Told Me (Gospel) – 3.19
4. Heartbreaker – 2.58
5. Yes I Do (Instrumental) – 3.28
6. Wasted Love – 4.44
7. Cool Cool Blue – 4.15
8. Clarkson Blues – 5.09
9. Who Killed Love – 4.27
10. Never Tie Me Down – 4.13
11. Mindless – 3.55
12. Ain't That Just The Prettiest Thing – 5.20
13. Nobody But You – 3.55
14. Waiting For Love – 4.57
15. Blue Morning In The Rain – 4.50